# Scoglio dell'Altare
Scoglio dell'Altare è un'isola del lago di Garda, di proprietà amministrativa di Manerba del Garda.

## Geografia
L'isola si trova al largo dell'Isola di San Biagio e deve il suo nome al fatto che su di essa, una volta all'anno, per la festività di San Pietro, veniva celebrata una messa alla quale assistevano, dalle loro barche, pescatori provenienti da tutto il lago. È frequentata dai sommozzatori che percorrono la parete lunga 150 m ed esplorano le grotte, rifugio dei pesci rari del lago.